# Borat Subsequent Moviefilm: Delivery of Prodigious Bribe to American Regime for Make Benefit Once Glorious Nation of Kazakhstan
Borat Subsequent Moviefilm: Delivery of Prodigious Bribe to American Regime for Make Benefit Once Glorious Nation of Kazakhstan (Borat, película film secuela en España y Borat, siguiente película documental: Al Régimen Estadounidense Para Beneficio de la una vez Gloriosa Nación de Kazajistán en Hispanoamérica, también conocida como Borat 2) es una película estadounidense de comedia negra en estilo falso documental, escrita y protagonizada por Sacha Baron Cohen en su papel del periodista kazajo Borat Sagdiyev. Se estrenó el 22 de octubre del 2020, a través de la plataforma Amazon Prime Video, como secuela de Borat: lecciones culturales de Estados Unidos para beneficio de la gloriosa nación de Kazajistán.
En la película, aparecen políticos estadounidenses como Mike Pence y Rudy Giuliani, quienes fueron grabados sin saber que las imágenes serían utilizadas para una película.

## Argumento
Catorce años después de lo acontecido en Borat (2006), el periodista es liberado de los trabajos forzados a los que el gobierno kazajo lo había condenado por humillar internacionalmente a su país, con la condición de que viaje a Estados Unidos para entregarle un soborno al vicepresidente Mike Pence, en medio de las elecciones presidenciales de 2020 y la pandemia de COVID-19. Éste le debía ser entregado originalmente a Donald Trump, pero se muestra una escena de la película anterior donde Borat está defecando "accidentalmente" en su edificio, el Trump International Hotel and Tower de Nueva York.

## Reparto
- Sacha Baron Cohen como Borat Margaret Sagdiyev
- Maria Bakalova como Tutar Sagdiyev
- Dani Popescu como el presidente Nursultan Nazarbayev
- Tom Hanks como él mismo
- Manuel Vieru como el doctor Yamak
- Miroslav Tolj como Nursultan Tulyakbay
- Alin Popa como HueyLewis / Jeffrey Epstein Sagdiyev
- Ion Gheorghe como Bilak Sagdiyev
- Nicolae Gheorghe como Biram Sagdiyev
- Marcela Codrea como un habitante de Kuczek
- Luca Nelu como un habitante de Kuczek
- Nicoleta Ciobanu como Babuska

Mike Pence y Rudy Giuliani también aparecen en la película como ellos mismos, pero fueron filmados sin saber que las imágenes serían utilizadas en la película.

## Producción
En 2007, Rupert Murdoch anunció que Baron Cohen filmaría otra película de Borat con el estudio 20th Century Fox, que había distribuido la primera película. Sin embargo, el creador de Borat luego desmintió estas versiones. Posteriormente, apareció caracterizado como Borat en el programa Jimmy Kimmel Live!, para promocionar la película Grimsby y para llamar al voto a los estadounidenses durante las elecciones legislativas de 2018.
En los dos años previos al lanzamiento de la película, Baron Cohen se involucró más en la política estadounidense, y buscó lanzar la nueva entrega de Borat antes de las elecciones de 2020 para alertar sobre la posibilidad, en su opinión, de que Estados Unidos se convierta en una democracia iliberal.

## Premios y nominaciones
La película ha sido nominada en 2021 al premio del Sindicato de Productores de Estados Unidos (PGA, por sus siglas en inglés) , el Premio Darryl F. Zanuck al mejor productor. También ganó el Record Guinness al título de la película más larga siendo nominada a los premios Oscar.[cita requerida]